# Coppa del Montenegro (calcio a 5)
La Coppa del Montenegro (in montenegrino Futsal Kup Crne Gore) è una competizione calcettistica riservata a squadre maschili affiliate alla Federazione calcistica del Montenegro, ente organizzatore della manifestazione. È il secondo torneo di calcio a 5 per importanza del Montenegro dopo la massima divisione del campionato nazionale.

## Storia
La Coppa nazionale è stata istituita nella stagione 2023-2024; la partecipazione è limitata alle squadre della prima divisione piazzatesi nei primi otto posti al termine del girone di andata. La prima edizione della competizione è stata vinta dal Bajo Pivljanin. 

## Albo d'oro
- 2023-2024:  Bajo Pivljanin (1)
- 2024-2025:  Titograd (1)